# Antigonos Hasmonejský
Antigonos (hebrejské jméno Matitjáš; † 37 př. n. l. v Antiochii) byl posledním panovníkem z dynastie Hasmonejců, která vzešla z povstání Makabejců a od poloviny 2. století před naším letopočtem asi 100 let vládla Judeji a přilehlým oblastem. Antigonos byl druhý syn Aristobula II.

## Život
Římané již v roce 63 př. n. l. za Pompeia dobyli Levantu a proměnili Judeu v klientský stát, ve kterém určovali politický systém a vládu. Římané podporovali Jana Hyrkána II., bratra Aristobula, který byl veleknězem a králem.
Antigonos s hebrejským jménem Matitjáš (podle prapředka Hasmonejců) pokračoval v politice svého otce Aristobula, velkého rivala Hyrkána, i svého staršího bratra Alexandra a vzdoroval římským nárokům a snažil se získat Judeji co největší nezávislost na pomezí mezi velmocemi. Jeho otec Aristobulus byl v roce 49 př. n. l. v Římě otráven na příkaz římského vojevůdce Pompeia a téhož roku byl v Antiochii (také na Pompeiův příkaz) sťat jeho bratr Alexandr. Antigonův strýc Hyrkán, proti kterému se Antigonos vzbouřil, byl však ochoten přijmout římskou suverenitu, jak mu radil jeho guvernér Antipatros, otec Heroda Velikého, původem z Idumeje. Antigonos se pokusil uskutečnit svou protiřímskou, národně-židovskou politiku tím, že se připojí k parthské velmoci. Když to kolem roku 40 před naším letopočtem. Když Parthové využili římskou občanskou válkou k dobytí římské provincie Sýrie, domníval se, že nadešla jeho hodina.
V zimě 41/40 př. n. l. Parthové pod vedením svého korunního prince Pakora I. s podporou římského generála a republikána Quinta Labiena napadli Sýrii a Malou Asii a postoupili k pobřeží Středozemního moře. Poté dobyli Judeu a její hlavní město Jeruzalém. S jejich pomocí se Antigonovi podařilo zvítězit nad svým strýcem Hyrkánem i nad Herodem a Fasaelem, kteří byli jmenováni tetrarchy. Prohlásil se králem a veleknězem. Parthové však na oslavu svého vítězství přesto vyplenili jeho hlavní město Jeruzalém. Antigonos později razil v Jeruzalémě mince, využívající náboženské symboly, jmenovitě menoru a stůl s chlebem, což bylo poprvé v historii židovské mincovnictví.
Antigonos nechal uříznout uši svému strýci Janu Hyrkánovi II., který byl zajat Parthy a krátce nato deportován do Mezopotámie, aby se už nikdy nemohl ucházet o úřad velekněze, jehož předpokladem byla fyzická bezvadnost. Fasael spáchal v zajetí sebevraždu a Herodes musel s celou rodinou uprchnout z Jeruzaléma do pevnosti Masada.
Krátce po dobytí Jeruzaléma Parthy Herodes rychle utekl z Masady do Říma, kde byl – poněkud překvapivě – v roce 40 př. n. l. senátem na přímluvu triumvira Marca Antonia provolán novým králem Judeje (jakožto Rex socius et amicus populi Romani, spojenecký král a přítel římského lidu).
Aby se prosadil do úřadu, který mu byl udělen senátem v Římě, tetrarcha Herodes pokračoval v ozbrojeném odboji proti Antigonovi. V roce 39 př. n. l. se vrátil z Říma, přistál v Ptolemaidě a zahájil tažení s pomocí naverbovaných žoldnéřských jednotek z regionu a s římskou podporou. Po dlouhých bojích na jaře roku 37 př. n. l. spolu s římským místodržitelem v Sýrii a Kilikii Gaiem Sosiem oblehl Jeruzalém. Po 40 dnech dobyl první hradbu, o 15 dní později druhou a krátce nato i horní město a chrám.
Antigonos se musel vzdát a prosit vítěze o milost. To se však ukázalo jako marné: římský vojevůdce Gaius Sosius ho pro jeho emocionální vystoupení posměšně označil za „Antigonu“ a nechal ho odvézt do Antiochie. Tam byl na rozkaz Marca Antonia (a možná na naléhavé prosby Herodovy) na podzim roku 37 př. n. l. popraven sekerou. Tím skončila moc Hasmonejců v Judeji a začala vláda Idumejce Heroda, později nazvaného Velký.